# Egyptian Football Association
Die Egyptian Football Association (arabisch الاتحاد المصري لكرة القدم, DMG al-Ittiḥād al-miṣrī li-kurat al-qadam) ist der nationale Fußballverband in Ägypten. Er wurde 1921 gegründet und ist seit 1923 Mitglied der FIFA.
Der Verband mit Sitz in Kairo organisiert das nationale Ligasystem, in dem die Egyptian Premier League die höchste Liga des Landes ist. Die zweite Liga ist die Egyptian Second Division. Des Weiteren organisiert der Verband den Ägyptischen Fußballpokal, den nationalen Pokal. Auch die Ägyptische Fußballnationalmannschaft wird von der EFA gestellt sowie alle Jugendnationalmannschaften, die Frauennationalmannschaft und das Futsalnationalteam.